# Czandrakirti
Czandrakirti (Candrakīrti, dewanagari चन्द्रकीर्ति) – buddyjski filozof ze szkoły madhjamiki żyjący około 600 roku n.e. Autor licznych komentarzy w sanskrycie doktryny madhjamiki w tym między innymi: Prasannapada, Madhyamakavatara, komentarz do dzieła Nagardżuny, Arjadewy oraz napisał traktat gramatyczny Samantabhadra.